# Maus und Monster
Maus und Monster (Originaltitel: The Mouse And The Monster) ist eine amerikanische Zeichentrickserie aus dem Jahr 1996.

## Handlung
Eine Maus und ein Monster sind befreundet und erleben gemeinsame viele Abenteuer, obwohl dies von den anderen oft als nicht normal empfunden wird. Allerdings versucht Dr. Wackerstein mit seiner Frau Olga und dem Gehirn, das Monster zu jagen, was meistens zu einer Verfolgungsjagd führt.

## Produktion und Veröffentlichung
Die Serie wurde 1996 in amerikanisch-schweizerischer Kooperation produziert. Dabei sind 13 Doppelfolgen entstanden.
Die deutsche Erstausstrahlung fand am 3. März 1998 auf KiKA statt. Weitere Ausstrahlungen erfolgten ebenfalls auf Das Erste, SWR Fernsehen und Hr-fernsehen.

## Episodenliste
| Folge | deutscher Titel                               | deutsche Erstausstrahlung |
| 1     | Monster Flitterwochen / Gute Nacht            | 03.03.1998                |
| 2     | Die Zauberlehrlinge / Urlaub mit Hindernissen | 04.03.1998                |
| 3     | Der Melonenkrieg / Der Nächste bitte          | 05.03.1998                |
| 4     | Unter Mönchen / Wunder der Evolution          | 09.03.1998                |
| 5     | Monsterchens Mondfahrt / Ferienfieber         | 10.03.1998                |
| 6     | Herzlos / Mo-Mode                             | 11.03.1998                |
| 7     | Mo im Ring / Das Klo-Monster                  | 12.03.1998                |
| 8     | Piraten / Alte Freunde                        | 16.03.1998                |
| 9     | Puppenspiele                                  | 17.03.1998                |
| 10    | Wie alles begann / Babysitter                 | 18.03.1998                |
| 11    | Alles für Mo / Unterm grünen Bananen-Mond     | 19.03.1998                |
| 12    | Verrückte unter sich / Besucher im Schlaf     | 23.03.1998                |
| 13    | Versuchstiere / Szenen einer Ehe              | 24.03.1998                |